# Desert Combat
Desert Combat är en modifikation till datorspelet Battlefield 1942. Modifikationen fokuserar på krigen i Mellanöstern mellan USA och Irak, till största del i ökenomgivning (som titeln antyder). Modifikationen är den mest populära till Battlefield 1942 och många anser att det är den bästa sedan Counter-Strike (som också var en modifikation från början). Bland annat vann den priset "2003 års bästa mod" av GameSpy. Fans har även skapat tillägg som Desert Combat: Extended och Desert Combat: Realism.
Modifikationen är utvecklad av Trauma Studios som senare köptes av DICE för att hjälpa till i arbetet med Battlefield 2.
Sensommaren 2004 kom dock beskedet att Trauma Studios lägger ned arbetet med Desert Combat. Anledningen var tidsbrist efter att ha blivit anlitade av DICE för att arbeta med Battlefield 2.